# Teoria genocidului alb

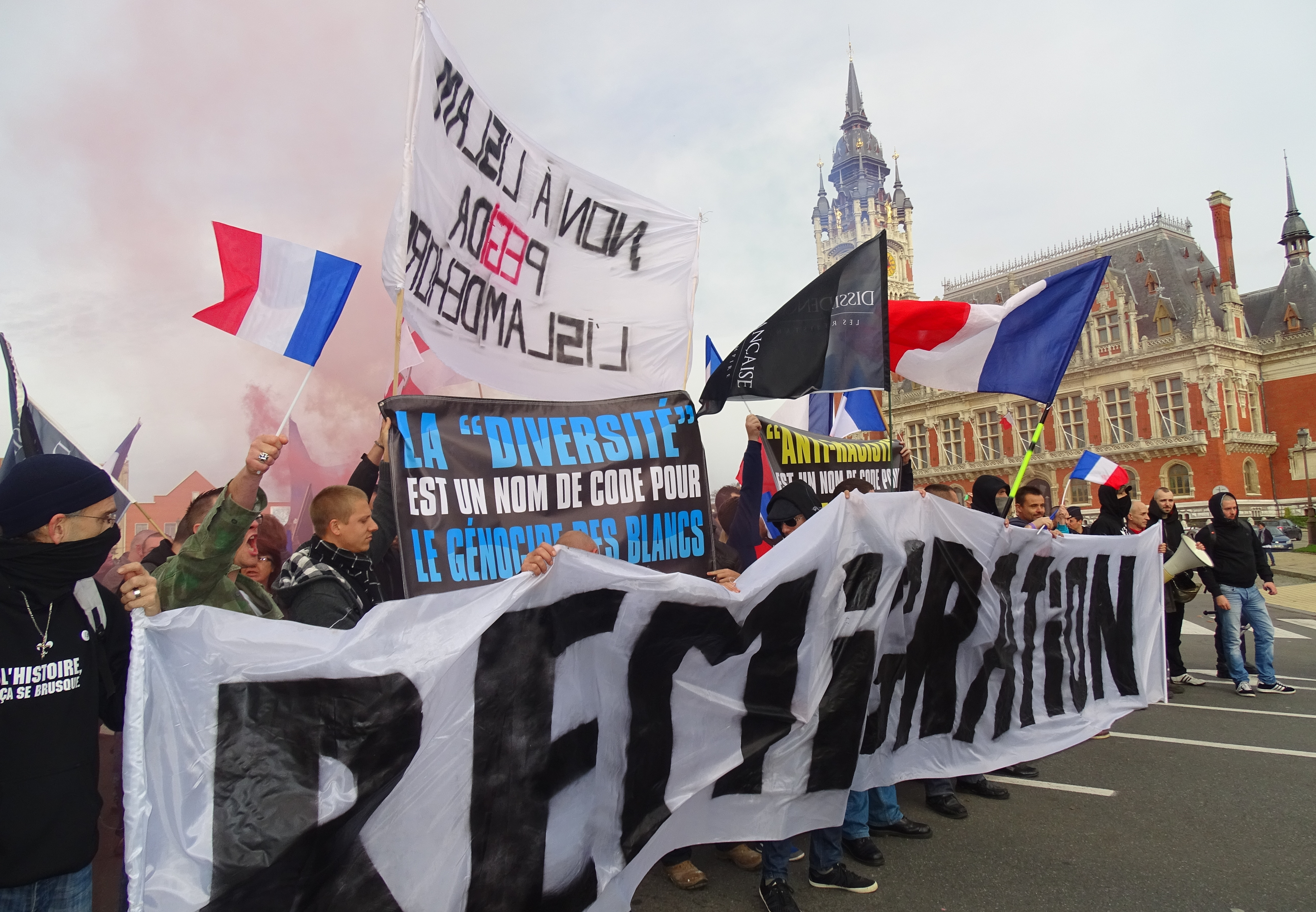
Protestatari antiimigrație în Calais cu un banner pe care scrie ”Diversitatea este un cod pentru genocidul alb” deasupra celui prin care se cere reimigrare (8 noiembrie 2015)

Teoria genocidului alb, dispariția albilor sau teoria înlocuirii albilor este o convingere supremațistă conform căreia există un plan, deseori atribuit evreilor, prin care se promovează metișarea raselor, imigrație masivă a persoanelor de altă origine decât cea europeană, integrarea acestora, scăderea ratelor de fertilitate, avortul, confiscarea terenurilor ce aparțin albilor de către guvern, violență și o politică de eliminare în interiorul țărilor întemeiate de albi cu scopul de a cauza dispariția acestora prin asimilare forțată și genocid. Negrii, latino-americanii și musulmanii sunt considerați vinovați, însă mai degrabă ca imigranți fertili, invadatori și agresori decât ca inițiatori ai unui complot.
Teoria genocidului alb este un mit fundamentat pe pseudoștiință, pseudoistorie și ură, propagat de o panică psihologică deseori intitulată „white extinction anxiety”. Nu există dovezi că rasa albă este pe cale de dispariție sau că cineva încearcă să-i extermine. Scopul acestei teorii este să-i sperie pe albi și să justifice agenda naționaliștilor albi de a face apel la violență.
Teoria a fost popularizată de către supremațistul și neonazistul David Lane în jurul anului 1995 și a fost utilizată intens în propaganda din Europa, America de Nord, Africa de Sud și Australia. Similare teorii ale conspirației erau răspândite în Germania Nazistă. Aceasta reprezintă o versiune mai largă și mai extremă a teoriei marii înlocuiri - propusă în 2012 de Renaud Camus - care se concentrează pe populația albă creștină din Franța. Începând cu atentatele din Christchurch și El Paso, unde atacatorii considerau că există o „înlocuire a albilor”, conceptul de „Eurabia” al lui Bat Ye'or, teoria marii înlocuiri a lui Camus și reluarea planului Kalergi de Gerd Honsik au devenit idei asociate așa-numitului „genocid alb” și sunt considerate versiuni ale acestei teorii.
În august 2018, președintele Statelor Unite, Donald Trump, a fost acuzat că susține această teorie într-o postare de pe Twitter prin care îi cerea secretarului de stat Mike Pompeo să investigheze „confiscarea și exproprierea terenurilor și fermelor, respectiv uciderea la scară largă a fermierilor” în Africa de Sud, afirmând că „guvernul sud-african confiscă în momentul de față terenurile fermierilor albi”.

## Istoria

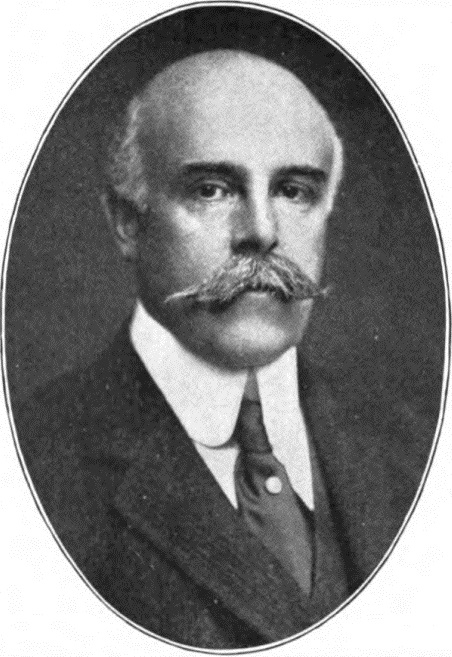
Madison Grant

Ideea unei rase albe distincte își are originea în lucrările antropologului german Johann Blumenbach care în 1775 susținea existanța a cinci astfel de rase: caucaziană, mongoloidă, malaeziană, etiopiană și ameridiană. Înaintea acestuia, François Bernier publicase în 1684 un eseu de patru pagini în care postula existența a cinci rase; acesta combina rasa europeană - cu excepția cnezatului Moscovei - cu locuitorii coastelor nordice ale Africii, Arabia, Persia, Mongolia, India, Sumatra, Bantam, Borneo și anumite părți din China, considerând culoarea pielii drept „accidentală”. Vechile distincții pe bază de etnicitate și cultură erau mai restrânse și mai variabile, fiind luate în considerare apartenența tribală și familială fundamentate pe factori de mediu precum geografia, clima, aspect, fiziologie și comportamente învățate precum limba sau dieta. Distincțiile actuale pe criterii rasiale și etnice sunt vag corelate cu tiparul genetic al individului.

### Eugenism
Teoria în cauză a avut susținători la începutul secolului XX în rândul adepților eugenismului, curent extrem de popular în coloniile britanice unde domina frica că rasele de altă origine decât cea europeană urmau să le înlocuiască pe cele europene.

În 1916, eugenistul american Madison Grant a redactat o lucrare intitulată The Passing of the Great Race care, deși a fost ignorată la momentul publicării, a fost republicată de patru ori și a devenit parte a culturii populare în America anilor '20 și a reprezentat originea ideologiei care susținea că fondatorii Statelor Unite, așa-numita rasă nordică, urmau să dispară odată cu asimilarea lor de către popoarele de culoare. Grant susținea:
Nici negrul, nici brunul, nici galbenul și nici roșul nu-l vor cuceri pe alb în luptă. Însă dacă elementele importante ale rasei nordice se amestecă cu elemente inferioare sau dispar prin sinucidere rasială, atunci citadela civilizației ca cădea din pricina lipsei de protectori.
Gazeta Harvard a descris ideile lui Grant conform cărora rasa care „a construit” America va ajunge pe cale de dispariție dacă Statele Unite nu vor restricționa imigrarea evreilor și a altor indivizi. Autorul F. Scott Fitzgerald face trimitere la Grant în lucrarea Marele Gatsby unde personajul Tom Buchanan citea o lucrare numită Ascensiunea Imperiilor de Culoare de către „acest tip Goddard”, o combinație între Grand și colegul său Lothrop Stoddard (Grant a redactat introducerea lucrării lui Stoddard, The Rising Tide of Color Against White World-Supremacy). „Toată lumea ar trebui să o citească”, preciza Buchanan.

### Germania nazistă

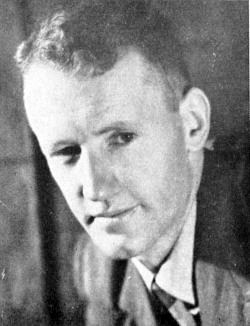
Ian Smith, c. 1954

Adolf Hitler i-a trimis o scrisoare lui Grant în care îi mulțimea pentru redactarea lucrării The Passing of the Great Race, descriind-o drept „Biblia mea”. Ideologii naziști au făcut apel la această conspirație în propaganda lor, un exemplu fiind pamfletul din 1934 scris pentru „Departamentul de Cercetare a Problemei Evreiești” din institutul lui Walter Frank cu titlul „Sunt Națiunile Albe pe Moarte? Viitorul Rasei Albe și a Națiunilor de Culoare în lumina Statisticii Biologice”. Naziștii au utilizat teoria genocidului alb în încercarea de a obține puterea prin hegemonie culturală și transformarea evreilor în țapi ispățitori, profitând de prejudecățile cultivate de societate de-a lungul istoriei.
Înainte de preluarea puterii de către naziști, eugeniștii germani, inclusiv medicii și psihiatrii evrei, considerau evreii ca fiind diferiți de europenii albi.

### Tactici rhodesiene
În 1966, prim-ministrul rhodesian Ian Smith a reușit să convingă pe albii rhodesieni că singura lor alternativă la războiul din Rhodesia este „dictatura și genocidul alb” iniția de către gherilele naționaliștilor africani sprijinite de către comuniști.
Supremaciștii au dezvoltat o obsesie față de modul în care au fost tratați minoritarii albi în Zimbabwe și Africa de Sud de către majoritatea de culoare, cu precădere cazul Rhodesiei, astăzi cunoscută sub denumirea de Zimbabwe, care era condusă de un guvern predominant european, trezește o fascinație particulară pentru supremaciștii albi. Colapsul economic al țării africane sub conducerea celui de-al doilea președinte de culoare, Robert Mugabe, alături de politicile guvernului acestuia cu privire la minoritatea albă a fost des invocată de supremaciști ca dovadă a inferiorității persoanelor de culoare și a unui caz de genocid împotriva albilor. În interiorul grupurilor supremațiste sau alt-right, există o nostalgie imensă față de cazul Rhodesiei, fiind considerată un stat care a luptat cu vitejie pentru supremația albă în Africa între 1960-1970 până în momentul trădării.

### Acuzații neonaziste la adresa evreilor
Teoriei îi pot fi trasate originile până în cercurile neonaziste din perioada postbelică, în special în lucrarea Théorie du Racisme (1950) a lui René Binet. Aceasta a influențat mișcările franceze de extremă-dreapta precum Europe-Action care susținea că „metișarea sistematică a raselor nu a fost altceva decât un genocid lent”.

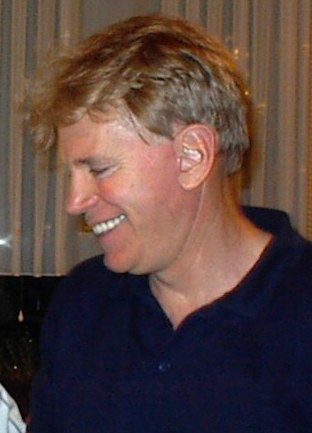
David Duke

Termenul de „genocid alb” apare sporadic în ziarul White Power al Partidului Nazist America începând cu 1972 și a fost utilizat de către White Aryan Resistance în anii 1970 și 1980, fiind asociat în special cu contracepția și avortul. Teoria conspirației a fost dezvoltată de neonazistul David Lane în White Genocide Manifesto unde acesta susținea că politicile guvernamentale a numeroase țări occidentale sunt constituite cu intenția de a distruge cultura europeană albă și a contribui la dispariția „speciei”. Lane - membru fondatorul al organizației The Order - a critica metișarea raselor, avortul, homosexualitatea, controlul evreiesc exercitat asupra mass-mediei, „sporturile multirasiale”, consecințele legale suportate de cei care se împotrivesc genocidului și „guvernului sionist de ocupație” care, conform acestuia, controlează Statele Unite și alte țări majoritar albe unde se încurajează „genocidul alb”.
La scurt timp după manifestul lui Lane, Aryan Nations a publicat o Declarație de Independență (1966) prin care guvernul sionist de ocupație își dorea „eradicarea rasei albe și cultura acesteia”. De asemenea, evreii erau acuzați că subminează domnia constituțională a legii, erau considerați responsabili pentru perioada Reconstrucției, de subminarea sistemului monetar prin Sistemul Federal de Rezerve, de confiscarea terenurilor și a proprietăților, de încălcarea liberății cuvântului, religiei și a dreptului de purta armă; de uciderea, răpirea și închiderea patrioților; cedarea suveranității naționale Organizației Națiunilor Unite, represiune politică, birocrație, politici proimigrație și care contribuie la traficul de droguri, creșterea impozitelor, poluarea mediului etc.
Un alt aspect al acestei teorii a fost dezvoltat în Europa anilor 1970 de către neonazistul austriac Gern Honsik care pus bazele așa-numitului plan Kalergi, popularizat în lucrarea sa din 2005.

### Alt-right
În 2008, teoria s-a răspândit dincolo de cercurile neonaziste și supremațiste, fiind adoptată de către două mișcare alt-right. Discuțiile se centrează asupra ideii conform căreia indivizii albi sunt eliminați prin politicile genocidale ale propriilor guverne. Conceptul a fost popularizat și de către mișcările alt-right și alt-lite din Statele Unite. Noțiunea de puritate rasială, omogenitate sau „igienă rasială” este o temă fundamentală a discursului privitor la genocidul alb și a fost folosită de către adepți ai ideologiei supremațiste sau neonaziste.

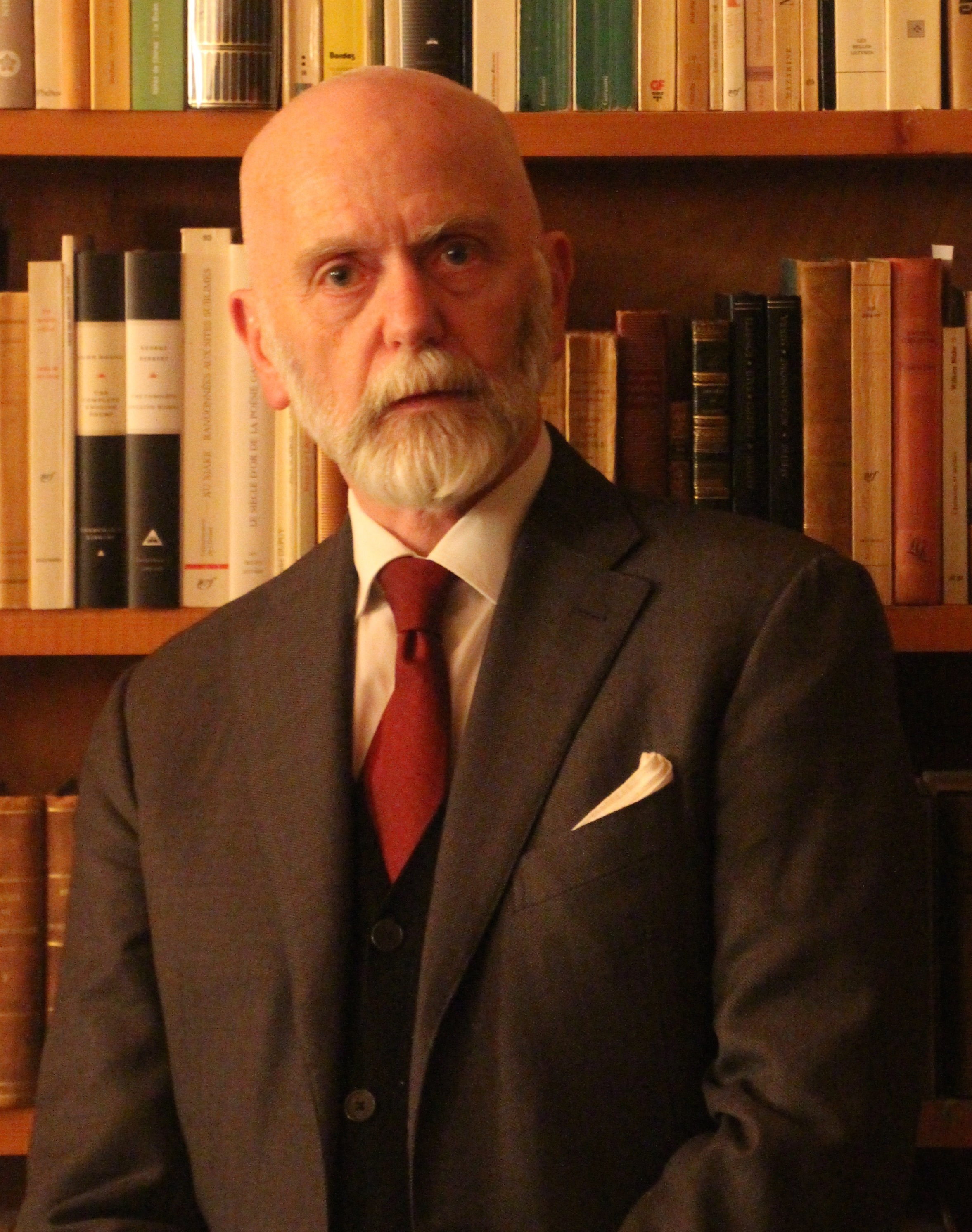
Renaud Camus (2019)

Deși versiunile conspirației variază de la om la om, influența evreiască, ura față de europenii albi și forțele politice liberale sunt deseori citate de supremaciști ca fiind factorul principal din spatele genocidului alb. Această convingere este susținută de persoane precum David Duke. Naționalistul Robert Whitaker, cel care a inventat expresia „antirasist este un slogan pentru antialb”, îi caracterizează drept „antialbi” pe cei îi considera responsabili pentru genocidul popoarelor albe și a continuat să o descrie drept o conspirație evreiască. Totuși, convingerea că evreii sunt responabili de genocidul alb este contestată de unele figuri ale supremațismului precum Jared Taylor.

### Marea Înlocuire
Autorul francez Renaud Camus își fundamentează teoria marii înlocuiri în lucrarea sa din 2012, Le Grand Remplacement. Aceasta s-a concentrat la început pe populația franceză creștină care era, din punctul său de vedere, treptat înlocuită de populația musulamnă de culoare, iar mai târziu ideea a fost extinsă la nivel european, fiind răspândită în majoritatea țărilor de pe continent. Aspectele islamofobe ale noțiunii își au originea în conceptul Eurabia, propus de Bat Ye'or în 2002. Anders Behring Breivik, autorul atacurilor din Norvegia din 2011, a susținut în manifestul său, 2083: O Declarație Europeană de Independență, că imigranții musulmani și Uniunea Europeană au inițiat transformarea Europei în Eurabia; ideea este deseori asociată cu „genocidul alb”. În 2018, conceptul de înlocuire a populației albe și cel de Mare Înlocuire era comparată din ce în ce mai mult cu teoria genocidului alb și este prezentată ca fiind o versiune diferită a acestei ideologii. După atacurile teroriste din Christchurch (2019), unde autorul și-a numit manifestul „Marea Înlocuire”, termenul de „mare înlocuire” a fost stabilit ca sinonim pentru „genocid alb”.
În 2017, în cadrul manifestației Unite the Right din Charlottesville, Virginia, naționaliștii albi făceau referire la teoria conspirației prin diverse sloganuri precum „Nu ne veți înlocui!” și „Evreii nu ne vor înlocui!”. Acestea au fost interpretate drept trimiteri la teoria marii înlocuiri.

### „White Genocide Anxiety”
Una dintre forțele principală care cultivă această teorie este anxietatea sau panica față de dispariția rasei albe. Teza, deseori menționată ca explicație pentru rezistența unor părți din societatea albă față de diversitatea rasială, este considerată ca fiind inseparabilă de conspirația ca atare.

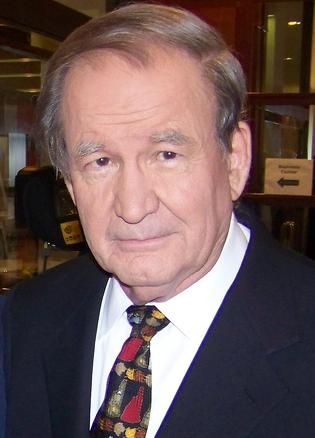
Pat Buchanan (2008)

Fostul dipomat Alfredo Toro Hardy, care îl atribuie termenul de „anxietate față de extincția rasei albe” lui Charles M. Blow, a scos în evidență cum „panicile față de schimbările climatului rasial din Statele Unite” care stau la baza conceptului au sprijinit politicile administrației Trump față de „imigranții sudiști”. În acest caz, Trump a fost acuzat că face apel la această „anxietate” pentru a obține foloase politice și a-și sprijinii admiratorii din mass-media - precum Laura Ingraham - cu scopul de a crea panică cu „schimbările demografice masive” din Statele Unite.
Blow a definit „anxietatea față de dispariția rasei albe” drept o frică a populației albe față de statutul de minoritar, fiindu-le eliminate astfel privilegile rasiale. În analiza sa, acesta a examinat retorica conservatorului Pat Buchanan care se întreabă dacă națiunile din Europa și America de Nord ar fi avut „voința și capacitatea să oprească invazia țărilor” înainte ca imigrația să altereze integral „caracterul politic, social, rasial și etnic” al țării. Cu privire la naționalismul etnic al lui Buchanan, Blow susține că acesta își dorește să „protejeze dominația albă, cultura albă, majoritatea albă și puterea albă”.
Activista antirasistă Jane Elliott a sugerat că această anxietate sau „frică de anihilare genetică” este atât de mare încât liderii politici vor face apel la orice măsuri posibile pentru a preveni dispariția populației albe despre care aceștia cred că este în desfășurare. Nucleul ideologiei lui Anders Breivik și motivele din spatele atacurile supremațiste au fost descrise drept anxietate față de dispariția rasei albe. Acesta menționa: „Această criză a imigrației în masă și scăderea ratelor de fertilitate este un atac asupra poporului european care, dacă nu este combătut, într-un final va rezulta într-o înlocuire rasială și culturală completă a popoarelor europene”.
Conform profesoarei Alexandra Minna Stern, cea care a detalia legătura dintre teoria conspirației și conceptul de anxietate, fracțiunile mișcării alt-right distorsionează statisticile cu privire la fertilitate și transformă starea de fapt într-o „campanie conspiraționistă” care este cultivată de așa-numita „anxietate față de dispariția rasei albe”. Acest fenomen susține strategiile alt-right precum încurajarea cuplurilor europene din Europa de Vest și Europa de Nord să aibă până la opt copii.

### Era Fox News
Canalul american de televiziune Fox News este caracterizat de numeroase surse din mass-media ca fiind susținător al conceptului și al ideilor din spatele teoriei genocidului alb, respectiv promotor al acestora prin intermediul canalelor. Într-un articole pentru revista Salon, Amanda Marcotte a descris ideologia canalului drept una „fascistă”. Revista Paste a susținut că retorica de „extremă-dreapta” este un principiu „fundamental” al imperiului media deținut de Rupert Murdoch.

## În cazurile de terorism domestic (1995-prezent)
| An     | Locație         | Uciși | Răniți |
| ------ | --------------- | ----- | ------ |
| 1995   | Oklahoma        | 168   | 680    |
| 2000   | Pittsburgh      | 5     | 1      |
| 2011   | Norvegia        | 77    | 209    |
| 2014   | Kansas          | 3     | 0      |
| 2015   | Charleston      | 9     | 1      |
| 2017   | Charlottesville | 1     | 28     |
| 2018   | Pittsburgh      | 11    | 7      |
| 2019   | Christchurch    | 51    | 49     |
| 2019   | San Diego       | 1     | 3      |
| 2019   | El Paso         | 22    | 24     |
| Total: | Total:          | 348   | 1,002  |

Timothy McVeigh, principalul responsabil pentru atentatul din Oklahoma City care a ucis 168 de persoane și a rănit mai mult de 680, avea asupra sa pagini din lucrarea Caietele lui Turner, o relatare ficțională a unor supremaciști care pornesc o revoluție după distrugerea sediului central al FBI cu ajutorul unei mașini capcană (VBIED). Cartea a exercitat o influență puternică asupra naționalismului alb și mai târziu asupra dezvoltării ideii de genocid alb. Deși motivele sale nu coincideau cu cele ale mișcării naționaliste, McVeigh cita deseori din Caietele lui Turner și fost mustrat în armată deoarece a purtat un tricou cu mesajul „white power” achiziționat la o manifestație a Ku Klux Klan.

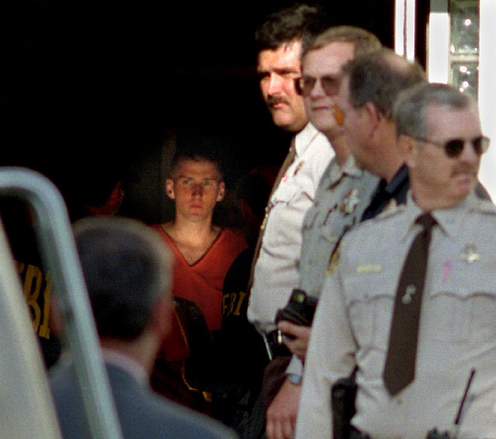
Timothy McVeigh (centru) a pus la cale atentatul din Oklahoma City.

Richard Baumhammers - care a ucis în 2000 cinci persoane și a rănit o altă pe motive rasiale - s-a plâns de faptul că americanii de origine europeană sunt depășiți numeric de minorități și imigranți, susținând pe un site că „imigrația persoanelor de altă origine decât cea europeană ar trebui oprită” deoarece „aproape toți” cei care intră în țară „sunt noneuropeni”.
Anders Breivik, responsabil pentru atacurile din Norvegia din 2011, a fost implicat de-a lungul anilor în dezbateri pe forumuri online despre islam și imigrație. Acesta a redactat un compendiu de 1.518 pagini în care menționa deseori despre un genocid al popoarelor albe din Europa. Cei care au analizat cazul îl caracterizează pe Breivik drept islamofob și o persoană care se considera un cavaler dedicat opririi imigației musulmane. Textul reiterează secțiuni din manifestul Unabomber - fără să-l citeze - în care cuvintele „stângist” și „negri” sunt înlocuite cu „marxiști culturali” și „musulmani”. Ziarul New York Times a descris influențele americane prezente în lucrările acestuia, menționând că Richard Spencer, figură importantă a mișcării alt-right, este menționat de 64 de ori, iar lucrările sale sunt des citate. Lucrările lui Bat Ye'or este de asemenea citată de multe ori. Aici, islamul și „marxismul cultural” este considerat inamicul și se susține anihilarea „Eurabiei” și multiculturalismului în încercarea de a conserva Europa creștină.
În aprilie 2014, Frazier Glenn Miller Jr., care a ucis trei persoane într-un centru comunitar evreiesc în Kansas City, Kansas, era un susținător al sloganului „Diversitatea este un cod pentru genocidul alb”. Acesta declara că „genocidul sistematic al albilor de către evrei” a fost motivul din spatele atacului și că „aveam o motivație patriotică de a opri genocidul împotriva propriului popor”. De Paști, la o zi după atac, supremaciștii au livrat ouă de paști cu teme rasiste câtorva case din Comitatul Henrico, Virginia, repetând ideea că „diversitatea = genocid alb”.
Dylann Roof, responsabil pentru uciderea a nouă afro-americani într-o biserica din Carolina de Sud, publicase pe contul său de Facebook o imagine în care purta cu jachetă cu două embleme populare printre supremaciștii americani: steagul Rhodesiei (astăzi Zimbabwe) și steagul Africii de Sud din perioada apartheidului. Acesta era proprietarul unui site cu titlul „The Last Rhodesian” (în română Ultimul Rhodesian) întregistrat pe 9 februarie 2015 unde era încărcat un manifest care conținea opinii despre „negri”, „evrei”, „hispanici” și „est-asiatici”. Caracterizându-se drept „conștient rasial” ca urmare a uciderii lui Trayvon Martin, Roof a menționat că după ce subiectul a devenit extrem de discutat, a intrat pe wikipedia să citească articolul despre subiectul în cauză. Acesta a ajuns la concluzia că George Zimmerman avea dreptul să tragă și nu înțelegea de ce cazul a fost atât de mediatizat. Până la urmă a decis să caute statistici cu privire la crimele negrilor împotriva albilor pe google și a descoperit un siteul Council of Conservative Citizens unde a citit „pagină după pagină” despre cazuri în care negrii ucideau albi. În baza acestor afirmații, procurorii l-au considerat un caz de „autoradicalizare” online spre deosebire de radicalizarea prin intermediul cunoștințelor din diverse grupuri supremațiste.
Atacatorul care a intrat cu mașina într-o mulțime în cadrul manifestației Unite the Right din Virginia din 12 august 2017 era cunoscut pentru convingerile sale neonaziste și supremațiste. Acesta a participat și la marșul în care s-au scandat sloganuri precum „Evreii nu ne vor înlocui”. Ca urmare a atacului, o persoană și-a pierdut viața și alte 28 au fost rănite. 
Robert Gregory Bowers, responsabil pentru uciderea a 11 evrei și rănirea altor șapte într-o sinagogă din Pittsburgh, și-a scris pe profilul online mesajul „Evreii sunt copiii lui Satan”. Pe același profil erau prezente și simboluri neonaziste și supremațiste asociate cu David Lane, precum și sloganul nazist „Heil Hitler”. Acesta era un susținător ai teoriei genocidului alb. Mai mult, acesta a redactate mai multe diatribe împotriva femeilor albe care au relații cu bărbați de culoare. În săptămânile de dinaintea atacului, Bowers a publicat postări antisemite îndreptate împotriva Hebrew Immigrant Aid Society. La scurt timp după atac, acesta a postat pe Gab mesajul „Organizației HIAS îi place să aducă invadatori în țară ca să ne ucidă poporul. Nu pot să stau și să mă uit cum poporul meu este masacrat. Nu-mi pasă de ceilalți, trec la treabă”.
După atacurile teroriste din Christchurch din martie 2019 - în urma cărora 51 de persoane și-au pierdute viața și alte 49 au fost rănite în Noua Zeelandă - manifestul redactat de făptaș denota ca motiv pentru atentat „genocidul alb” comis de invadatorii „stăini”. Pe profilurile sale din media socială au fost descoperite postări cu privire la fertilitatea scăzută a femeilor albe. Fotografii realizate în tribunal îl arată pe acesta făcând semnul „OK”, simbol recent asociat cu extrema-dreaptă.
În aprilie 2019, atacatorul de la sinagoga Poway din San Diego, California, unde și-a pierdut viața o persoană și alte trei au fost rănite, îi considera pe evrei vinovați pentru genocidul alb în ceea ce el numea „un genocid al rasei europene meticulos plănuit”.
Patrick Wood Crusius, responsabil pentru atacul din El Paso (2019) în care și-au pierdut viața 22 de persoane și alte 24 au fost rănite într-un magazin Walmart din Texas, a publicat un manifest în care susținea faptele comise de atacatorul din Christchurch. Atacul din El Paso era un răspund la „invazia hispanică a Texasului... îmi apăr țara de înlocuire culturală și etnică... să atac comunitatea hispanică nu a reprezentat scopul mea înainte să citesc Marea Înlocuire”. Câțiva comentatori au scos în evidență faptul că există paralele între manifestul atacatorului și temele de campanie ale președintelui Donald Trump, în special afirmații cu privire la invazia hispanicilor. Trump, în schimb, a cerut „mai multe verificări” și o reformă a sistemului de imigrare.